# Lindsay Davenport
Lindsay Ann Davenport Leach (Palos Verdes, 8 de junho de 1976), é uma ex-tenista estadunidense, vencedora de três torneios de Grand Slam: o US Open em 1998, o Torneio de Wimbledon em 1999 e o Open da Austrália em 2000.
Ganhou também a medalha de ouro nos Jogos Olímpicos de 1996 em Atlanta. Nos anos de 1998, 2001 e 2004 ocupou o 1.º lugar nas posições de final do ano. Além dos títulos conquistados já referidos, a jogadora ganhou mais 3 Grand Slams em duplas: o Torneio de Roland-Garros em 1996, o US Open em 1997 e Wimbledon em 1999.
O seu pai ocupou igualmente uma posição importante no mundo do desporto, como integrante da equipe olímpica de voleibol dos Estados Unidos, nos Jogos de 1968, no México.
No final de 2006 Davenport ficou grávida e decidiu encerrar sua carreira no tênis.
Davenport voltou à competição em 2007, após o nascimento do seu filho, ganhando dois dos três torneios em que participou em que só perdeu para Jelena Jankovic, nº 3 do mundo.
É uma das jogadoras disponíveis no game de tênis Virtua Tennis 3.

## Grand Slam finais

### Simples: 7 finais (3 títulos, 4 vices)
| Resultado | Ano  | Campeonato      | Piso  | Oponente        | Placar             |
| --------- | ---- | --------------- | ----- | --------------- | ------------------ |
| Campeã    | 1998 | US Open         | Duro  | Martina Hingis  | 6–3, 7–5           |
| Campeã    | 1999 | Wimbledon       | Grama | Steffi Graf     | 6–4, 7–5           |
| Campeã    | 2000 | Australian Open | Duro  | Martina Hingis  | 6–1, 7–5           |
| Vice      | 2000 | Wimbledon       | Grama | Venus Williams  | 3–6, 6–7(3–7)      |
| Vice      | 2000 | US Open         | Duro  | Venus Williams  | 4–6, 5–7           |
| Vice      | 2005 | Australian Open | Duro  | Serena Williams | 6–2, 3–6, 0–6      |
| Vice      | 2005 | Wimbledon       | Grama | Venus Williams  | 6–4, 6–7(4–7), 7–9 |

### Duplas: 13 finais (3 títulos, 10 vices)
| Resultado | Ano  | Campeonato          | Piso   | Parceira           | Oponente                             | Placar        |
| --------- | ---- | ------------------- | ------ | ------------------ | ------------------------------------ | ------------- |
| Vice      | 1994 | Roland Garros       | Saibro | Lisa Raymond       | Gigi Fernández Natasha Zvereva       | 2–6, 2–6      |
| Vice      | 1996 | Australian Open     | Duro   | Mary Joe Fernandez | Chanda Rubin Arantxa Sánchez Vicario | 5–7, 6–2, 4–6 |
| Campeã    | 1996 | Roland Garros       | Saibro | Mary Joe Fernández | Gigi Fernández Natasha Zvereva       | 6–2, 6–1      |
| Vice      | 1997 | Australian Open (2) | Duro   | Lisa Raymond       | Martina Hingis Natasha Zvereva       | 2–6, 2–6      |
| Campeã    | 1997 | US Open             | Duro   | Jana Novotná       | Gigi Fernández Natasha Zvereva       | 6–3, 6–4      |
| Vice      | 1998 | Australian Open (3) | Duro   | Natasha Zvereva    | Martina Hingis Mirjana Lučić         | 4–6, 6–2, 3–6 |
| Vice      | 1998 | Roland Garros (2)   | Saibro | Natasha Zvereva    | Martina Hingis Jana Novotná          | 1–6, 6–7(4–7) |
| Vice      | 1998 | Wimbledon           | Grama  | Natasha Zvereva    | Martina Hingis Jana Novotná          | 3–6, 6–3, 6–8 |
| Vice      | 1998 | US Open             | Duro   | Natasha Zvereva    | Martina Hingis Jana Novotná          | 3–6, 3–6      |
| Vice      | 1999 | Australian Open (4) | Duro   | Natasha Zvereva    | Martina Hingis Anna Kournikova       | 5–7, 3–6      |
| Campeã    | 1999 | Wimbledon           | Grama  | Corina Morariu     | Mariaan de Swardt Elena Tatarkova    | 6–4, 6–4      |
| Vice      | 2001 | Australian Open (5) | Duro   | Corina Morariu     | Serena Williams Venus Williams       | 2–6, 6–2, 4–6 |
| Vice      | 2005 | Australian Open (6) | Duro   | Corina Morariu     | Svetlana Kuznetsova Alicia Molik     | 3–6, 4–6      |

## Olimpídas

### Simples: 1 Ouro (1-0)
| Resultado | Ano  | Campeonato | Piso | Oponente                | Placar        |
| --------- | ---- | ---------- | ---- | ----------------------- | ------------- |
| Ouro      | 1996 | Atlanta    | Duro | Arantxa Sánchez Vicario | 7–6(7–6), 6–2 |